# Грађанска кућа у Ул. Војводе Мишића 15
Грађанска кућа у Ул. Војводе Мишића 15 је грађевина која је саграђена 1925—1930. С обзиром да представља значајну историјску грађевину, проглашена је непокретним културним добром Републике Србије. Налази се у Лесковцу, под заштитом је Завода за заштиту споменика културе Ниш.

## Историја
Грађанска кућа се налази у Улици Војводе Мишића број 37 са двориштем које захвата угао Улице Максима Горког КП 5186 КО Лесковац. Грађена је у времену између 1925—1930. као породична стамбена зграда по пројекту непознатог архитекте. Кућа је у односу на двориште слободна са свих страна, има сутерен, високо приземље и тавански простор наткривен мансардним кровом. Распоред унутрашњих просторија у приземљу се групише око централног улазног хола повезаног са главном улазном партијом састављеном из прилазног спољњег степеништа, прилазне терасе и трема. У спољној архитектури је присутна симетричност главне фасаде оријентисане према улици Максима Горког са улазном партијом и плитком терасом у нивоу поткровља подухваћеном одоздо масивним стубовима тако да сачињава улазни трем у самом средишту основе. Лево и десно у склопу фасаде у односу на њено средиште садржи по један прозорски отвор обликован са заобљеним угловима при натпрозорнику. Са стране, уз ивице фасадних површина, су присутни зидни пиластри обликовани у малтеру са канелурама, а испод прозора плитке фасадне нише са испуњеним низовима фасадних балустера. По својој концепцији и архитектури представља пример грађанске стамбене архитектуре. Двориште зграде према улици Максима Горког је ограђено гвозденом оградом од плетене жице и гвозденим стубовима са украсним детаљима. У централни регистар је уписана 23. априла 1991. под бројем СК 944, а у регистар Завода за заштиту споменика културе Ниш 4. марта 1991. под бројем СК 293.